# Piper pseudosylvaticum
Piper pseudosylvaticum är en pepparväxtart som beskrevs av C. Dc.. Piper pseudosylvaticum ingår i släktet Piper och familjen pepparväxter. Inga underarter finns listade i Catalogue of Life.